# Mary L. Trump
Mary Lea Trump (Nueva York, 3 de mayo de 1965) es una psicóloga, empresaria y escritora estadounidense. Es sobrina del presidente de los Estados Unidos Donald Trump. Su libro de 2020 sobre él y su familia, Siempre demasiado y nunca suficiente, vendió casi un millón de copias el día de su lanzamiento.

## Primeros años y educación
Mary Lea Trump nació el 3 de mayo de 1965, hija de Fred Trump Jr., un piloto de jet comercial de Trans World Airlines, y la auxiliar de vuelo Linda Lee Clapp. Su hermano mayor es Frederick Trump III. Trump se graduó de la Escuela Ethel Walker en 1983. Estudió literatura en lengua inglesa en la Universidad Tufts, obtuvo una maestría en literatura en lengua inglesa en la Universidad de Columbia, para lo cual estudió las obras de William Faulkner y su disfuncional familia ficticia los Compson, y tiene un doctorado en psicología clínica del Derner Institute of Advanced Psychological Studies de la Universidad Adelphi.

## Carrera
Trump trabajó durante un año en el Centro Psiquiátrico de Manhattan mientras trabajaba en su investigación de doctorado. Trump es colaboradora del libro Diagnosis: Schizophrenia, publicado por Columbia University Press en 2002. Ha impartido cursos de posgrado en psicología del desarrollo, trauma y psicopatología. Es la fundadora y directora ejecutiva de The Trump Coaching Group, una empresa de coaching personal, y también ha sido propietaria y ha operado una serie de pequeñas empresas en el nordeste de Estados Unidos.

## Vida personal
El padre de Trump murió en 1981 a los 42 años de un paro cardíaco causado por el alcoholismo; ella tenía dieciséis años. Había desarrollado un corazón agrandado y se había sometido a procedimientos quirúrgicos antes de sucumbir finalmente a la enfermedad. Trump estaba en la escuela, viendo una película en el auditorio con otros niños cuando un maestro de la escuela la llevó a un lado y la llamó a casa. Después de una serie de llamadas telefónicas, descubrió que su padre había muerto. En su libro, Mary L. Trump relata un momento en el que su abuela Mary Anne MacLeod Trump se refirió a Elton John como un «faggot» («maricón»), y Trump decidió no salir del armario como lesbiana y decirle que se iba a casar con una mujer, con quien luego criaría una hija. Desde entonces se divorció y vive en Long Island, Nueva York, con su hija. La familia de Trump incluye un hermano Fritz y la esposa de este, Lisa.

### Política
Mary Trump apoyó a Hillary Clinton durante las elecciones presidenciales de 2016. El 15 de julio de 2020, dijo en una entrevista con ABC News realizada por George Stephanopoulos que Donald Trump debería renunciar. Mary dijo que él es «absolutamente incapaz de liderar este país, y es peligroso permitir que lo haga». En una entrevista del 22 de julio de 2020 en The Late Show with Stephen Colbert, cuando se le preguntó por sus opiniones profesionales, Mary afirmó que Donald Trump exhibe tendencias sociopáticas pero no a un nivel de alto funcionamiento como su padre, estaba institucionalmente aislado de responsabilidades y nunca se le responsabiliza por sus acciones.

### Conflictos dentro de la familia Trump
Cuando Fred Trump Sr. murió en 1999 de la enfermedad de Alzheimer, Mary y su hermano Fred III impugnaron el testamento de su abuelo. El testamento de Fred Sr. dejó la mayor parte de su patrimonio, en partes iguales, a sus hijos. A cada uno de sus nietos les quedaron 200 000 dólares. Cuando el padre de Mary falleció antes que él, los abogados de Fred Sr. habían recomendado enmendar su testamento para dejar a Mary y su hermano, Fred III, partes más grandes que los nietos con padres vivos. Anticiparon que el testamento de Fred Sr. sería impugnado si no fuera enmendado por descendientes que argumentarían que su intención era que cada niño eventualmente dejaría una parte de su parte de la herencia a sus propios descendientes.
Poco después de la muerte de Fred Sr., la cuñada de Mary dio a luz a un hijo con una rara y debilitante condición médica, una que requeriría toda una vida de cuidados médicos muy costosos. Fred Sr. había establecido una fundación que pagaba los gastos médicos de su familia. Después de que Mary y Fred III presentaron una demanda contra Donald Trump y dos de sus tres hermanos vivos, se les informó a Mary y Fred III que la fundación médica ya no pagaría sus gastos médicos. La demanda se resolvió en 2001. El acuerdo final de la disputa sobre compartir la herencia de Fred Sr. no les otorgó la parte que su padre habría heredado, si hubiera estado vivo cuando Fred Sr. murió. Restableció la cobertura de los gastos médicos de su familia.
El Premio Pulitzer de Reportajes de Investigación 2019 fue otorgado a David Barstow, Susanne Craig y Russ Buettner de The New York Times por «una investigación exhaustiva de 18 meses de las finanzas de Donald Trump que desacreditó sus declaraciones de riqueza hecha por él mismo y reveló un imperio empresarial plagado de evasiones fiscales». Mary fue supuestamente una fuente clave de información para ese estudio, habiendo tomado posesión de los documentos fiscales de Donald durante el proceso de descubrimiento en la disputa sobre el patrimonio de su abuelo.
Tras el anuncio del libro de Mary Siempre demasiado y nunca suficiente en junio de 2020, su tío Robert Trump intentó bloquear su publicación, afirmando que ella firmó un acuerdo de confidencialidad durante la demanda de 1999. La presentación de una orden de restricción temporal contra Mary fue desestimada por un tribunal de Nueva York por falta de jurisdicción, y el libro se publicó el 14 de julio de 2020.

### Siempre demasiado y nunca suficiente
Siempre demasiado y nunca suficiente: Cómo mi familia creó al hombre más peligroso del mundo es un libro escrito por Trump y publicado el 14 de julio de 2020 por Simon & Schuster. Según la nota de Trump al comienzo del libro, todos los relatos del libro provienen de su propia memoria o de conversaciones grabadas con familiares, amigos y otras personas. Otras fuentes son documentos legales, financieros y familiares y correspondencia por correo electrónico, así como el artículo de investigación de The New York Times realizado por David Barstow y Susanne Craig. El libro detalla cómo la autora fue la fuente anónima que reveló las declaraciones de impuestos de la familia Trump a The New York Times; el informe ganó el Premio Pulitzer de 2019. En el sistema judicial de Nueva York se libró una batalla legal sobre si el libro podía publicarse, y un juez de apelación permitió que Simon & Schuster publicara el libro. El libro vendió cerca de un millón de copias en su primer día de ventas.

### The Reckoning(2021)
El segundo libro de Mary L.Trump, The Reckoning: Our Nation's Trauma and Finding a Way to Heal, fue publicado por St. Martin's Press el 17 de agosto de 2021. Basándose en la historia estadounidense, Trump postula que el país ha sufrido un trauma desde sus inicios debido a la inclusión del racismo sistémico y su incapacidad para abordar la existencia de la supremacía blanca, especialmente por parte de los republicanos del Partido Republicano (Estados Unidos) en las últimas décadas.